# Тотервілл (Айова)
Тотервілл (англ. Toeterville) — переписна місцевість (CDP) в США, в окрузі Мітчелл штату Айова. Населення — 53 особи (2020).

## Географія
Тотервілл розташований за координатами 43°26′24″ пн. ш. 92°53′17″ зх. д. / 43.44000° пн. ш. 92.88806° зх. д. (43.440084, -92.887955).  За даними Бюро перепису населення США в 2010 році переписна місцевість мала площу 2,31 км², уся площа — суходіл.

## Демографія
Згідно з переписом 2010 року, у переписній місцевості мешкало 48 осіб у 23 домогосподарствах у складі 13 родин. Густота населення становила 21 особа/км².  Було 26 помешкань (11/км²).
Расовий склад населення:
| - 100,0 % — білих |

До двох чи більше рас належало 0,0 %. Частка іспаномовних становила 0,0 % від усіх жителів.
За віковим діапазоном населення розподілялося таким чином: 22,9 % — особи молодші 18 років, 60,4 % — особи у віці 18—64 років, 16,7 % — особи у віці 65 років та старші. Медіана віку мешканця становила 40,0 року. На 100 осіб жіночої статі у переписній місцевості припадало 152,6 чоловіків;  на 100 жінок у віці від 18 років та старших — 146,7 чоловіків також старших 18 років.
За межею бідності перебувало 17,5 % осіб, у тому числі 0,0 % дітей у віці до 18 років та 0,0 % осіб у віці 65 років та старших.
Цивільне працевлаштоване населення становило 11 осіб. Основні галузі зайнятості: освіта, охорона здоров'я та соціальна допомога — 72,7 %, фінанси, страхування та нерухомість — 27,3 %.